# 제실

제실

제실(祭室, Apse chapel, Chapel)은 교회(성당) 건축에서 주보랑이나 후진 외벽에 반원형으로 지은 작은 예배당을 의미한다. 주로 성당의 보물이나 석관, 소규모 제단이 놓여져 있다.

## 같이 보기
- 신랑
- 측랑
- 익랑
- 교차랑
- 주보랑
- 내진
- 후진
- 배랑